# Museu d'Arqueologia de Catalunya (Girona)
El Museu d'Arqueologia de Catalunya a Girona es va instal·lar al monestir de Sant Pere de Galligants l'any 1857, on encara és en l'actualitat. Els primers materials arqueològics procedien en bona part d'Empúries. El museu inclou materials des de l'època prehistòrica fins a l'edat mitjana. El museu ocupa el claustre i l'església romànics, i un sobreclaustre construït a la segona meitat del segle xix per a aquesta funció. Des del 1992 és una de les seus del Museu d'Arqueologia de Catalunya.

## Història

Plànol de la planta baixa.

Té el seu origen en el Museu Provincial d'Antiguitats i Belles Arts, fundat el 1846 per la Comissió Provincial de Monuments, i és per tant, un dels més antics de Catalunya. Entre el 1846 i el 1857 el museu va tenir diverses ubicacions, fins que el 1857 es va instal·lar al monestir de Sant Pere de Galligants, lloc en el que ha romàs fins ara i que li ha donat el nom amb què és conegut tradicionalment.
Els primers materials arqueològics que hi van ingressar eren procedents en bona part d'Empúries, d'excavacions fetes per la Comissió de Monuments el 1846. També s'hi van dipositar làpides i escultures romanes de Gerunda, trobades a les obres que es realitzaven aleshores a la ciutat, que s'anava recuperant dels danys ocasionats per la Guerra de la Independència Espanyola. Altres col·leccions ingressades en bona part durant la segona meitat del segle xix van ser els conjunts d'epigrafia medieval de la mateixa ciutat de Girona. A banda de les col·leccions arqueològiques que custodia des dels anys trenta, en funció de la seva consideració de "provincial", també va formar col·leccions d'art com a Museu de Belles Arts, fins que van ser segregades l'any 1976, amb motiu de la creació del Museu d'Art de Girona, quedant el museu de Galligants especialitzat de manera exclusiva en prehistòria i arqueologia.
L'edifici en què es troba és una de les més notables mostres del romànic català del segle xii. No es coneix la data de fundació del monestir, però està documentat des de finals del segle x. El 1836 va ser abandonat per la comunitat de monjos benedictins, en aplicació de les lleis desamortitzadores. L'actual museu ocupa el claustre i l'església romànics, i un sobreclaustre construït a la segona meitat del segle xix. Des de 1992 forma part del Museu d'Arqueologia de Catalunya.

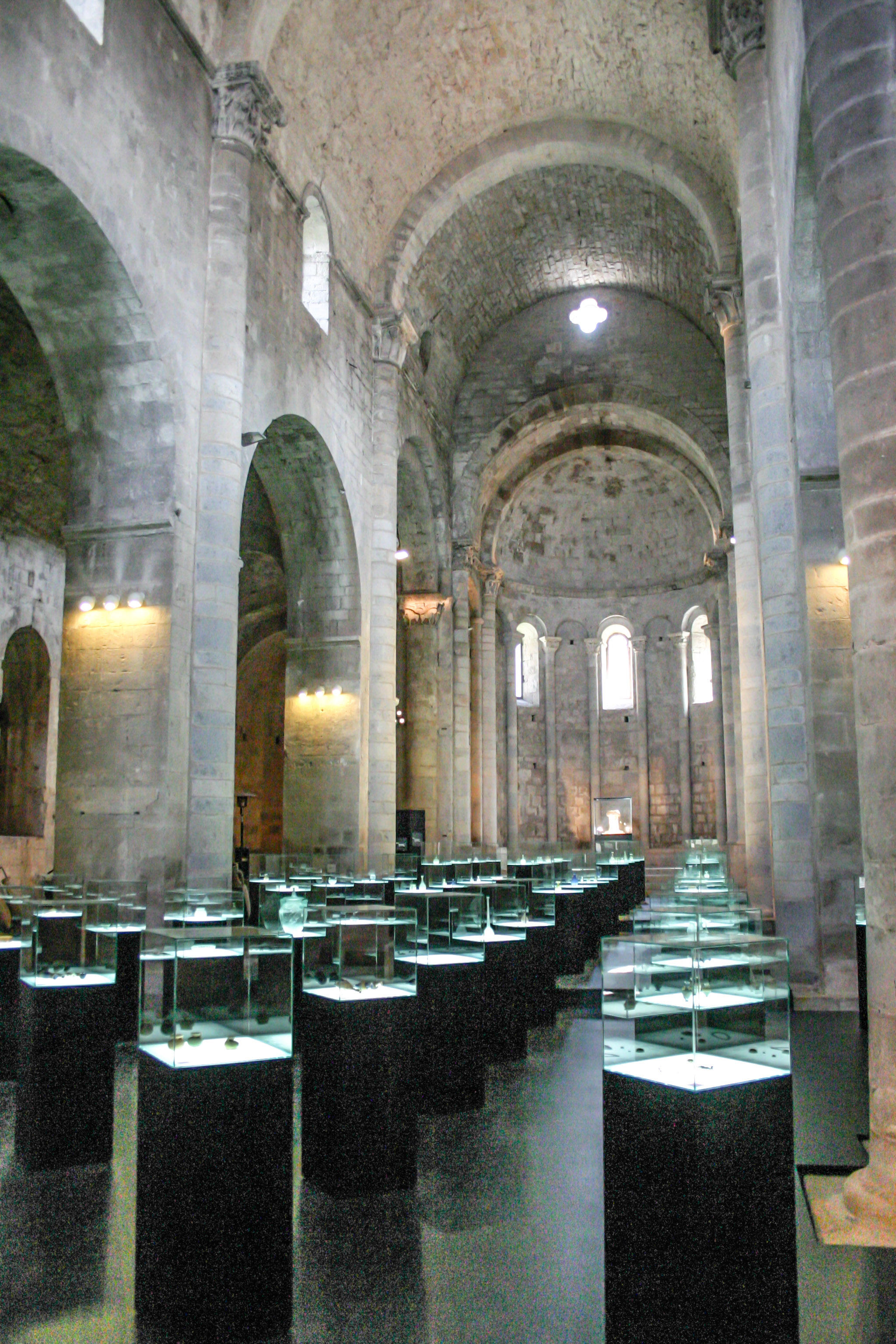
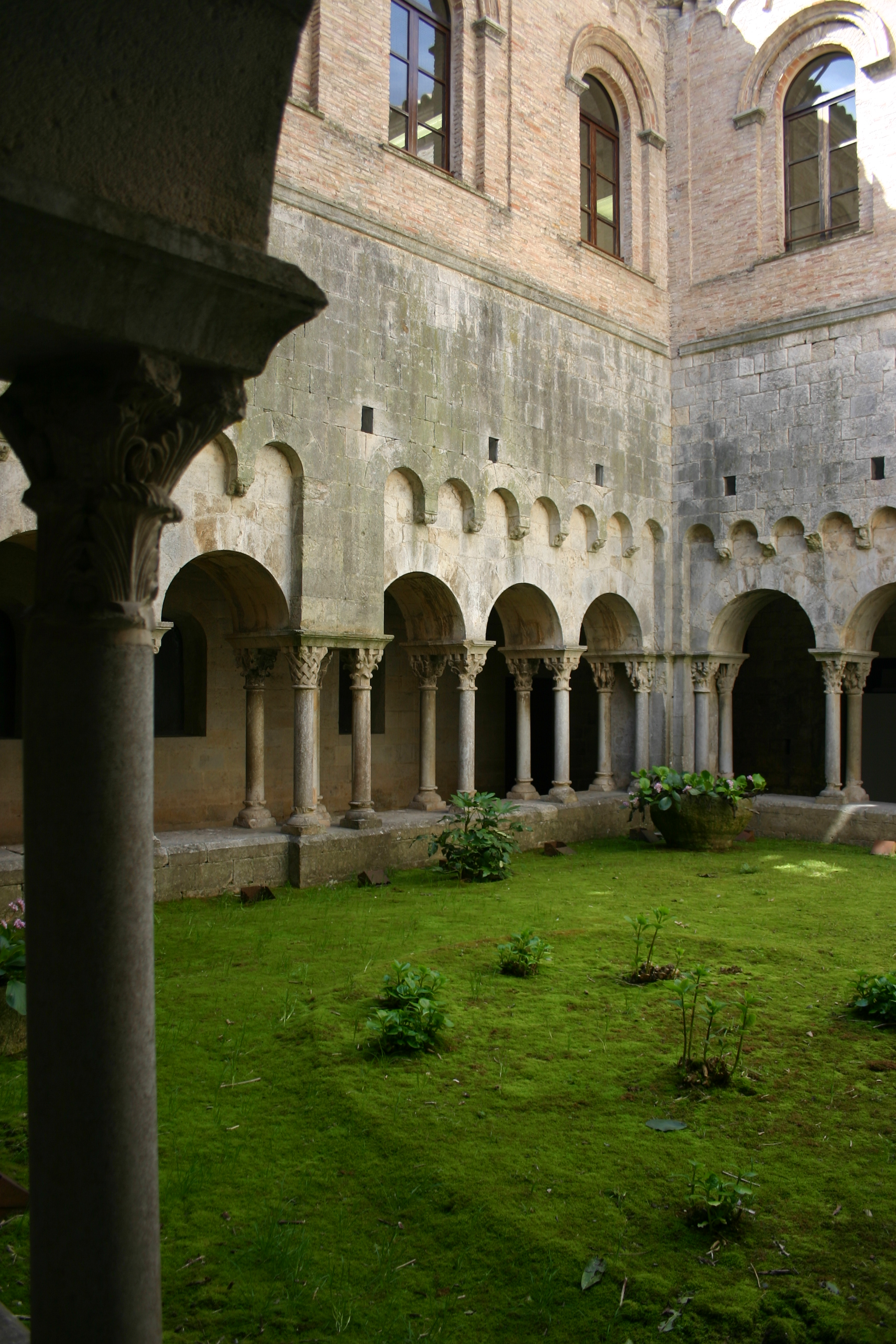
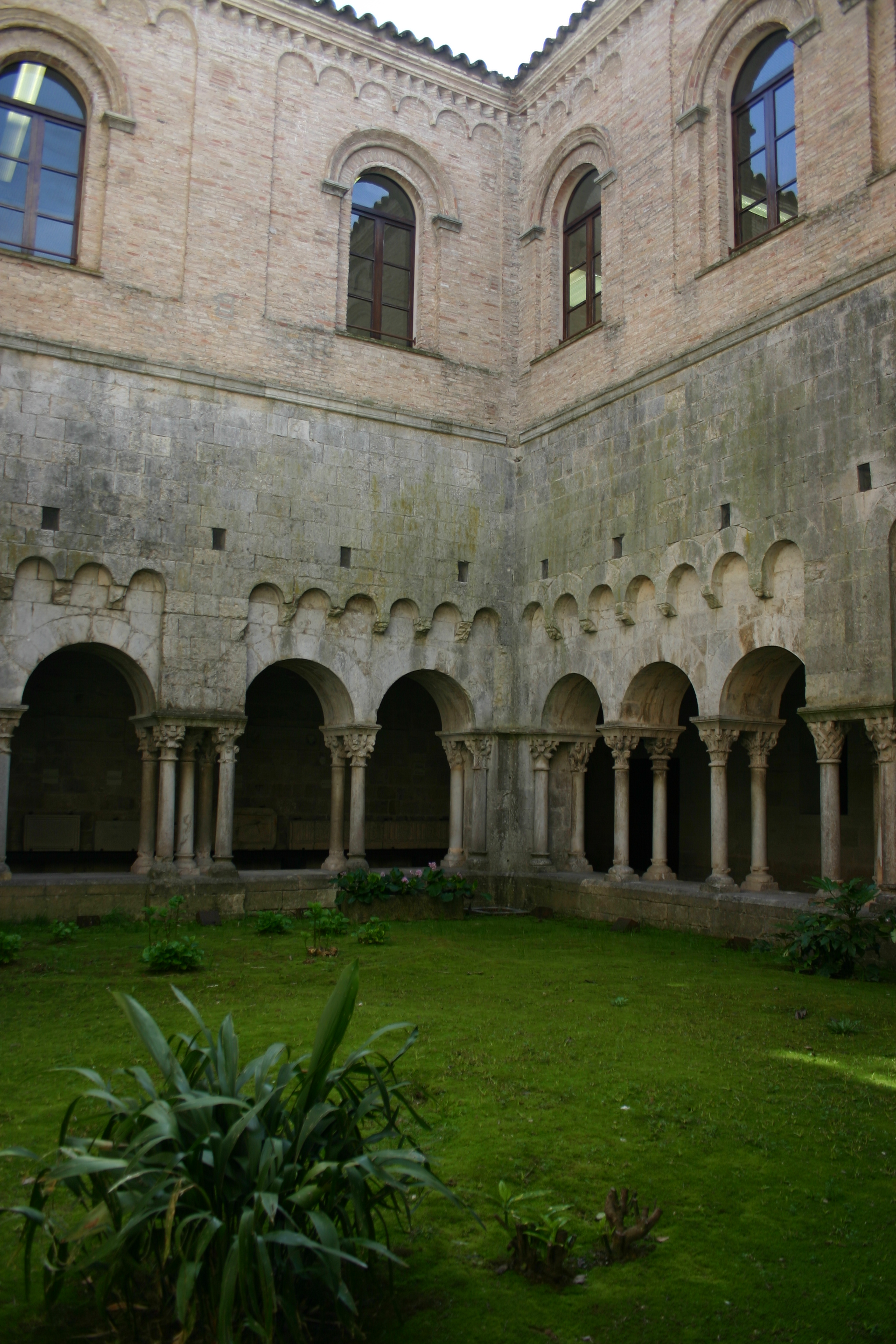
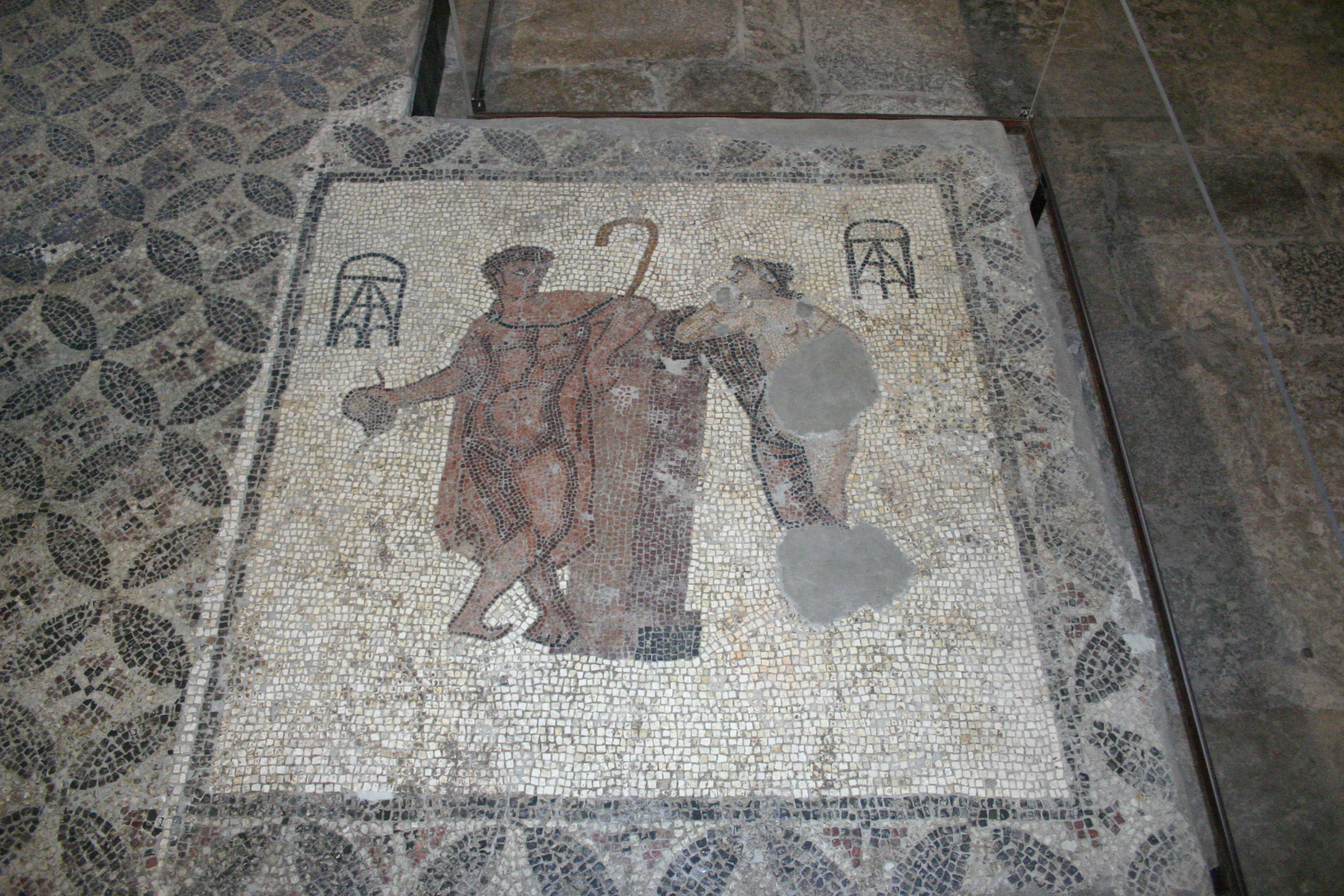

## Col·leccions
La seu de Girona del Museu d'Arqueologia de Catalunya explica l'activitat humana des de l'aparició de l'home fins a l'època tardo-romana, a través de materials arqueològics trobats a les excavacions de jaciments de les comarques gironines.
- Paleolític: Els primers indicis de poblament humà a Europa i a la península es remunten a aproximadament un milió d'anys, moment en què s'inicia el Paleolític. Aquesta llarguíssima etapa s'inicia a Catalunya fa uns 700 mil anys i finalitza ara fa uns 7.500 anys amb el començament del Neolític. Els grups humans del Paleolític són comunitats de caràcter nòmada que es desplacen estacionalment a la recerca de cacera i de recursos vegetals. El paleolític inferior està ben representat a les comarques de Girona per les col·leccions d'estris en pedra tallats del Puig d'en Roca i del Cau del Duc de Torroella de Montgrí, jaciment on s'ha documentat la domesticació del foc per part de l'Homo heidelbergensis fa uns 300.000 anys. Altres jaciments representats, com els Ermitons i Can Rubau, reflecteixen les formes de vida dels grups de Neandertal. Aquests homes desapareixeran coincidint amb la irrupció de l'Homo sapiens, present a les coves de Serinyà com l'Arbreda o la Bora Gran d'en Carreras, on van aparèixer una gran quantitat d'ossos treballats i que es poden veure al MAC.[4]
- Neolític: Durant el Neolític, ara fa uns 7.500 anys a Catalunya, l'home passa de ser caçador i recol·lector, com en el Paleolític, a agricultor i ramader. Es domestiquen diverses espècies de cereals i de lleguminoses, i animals com el bou, el porc i els ovi-caprins. Aquests grans canvis en les estratègies de subsistència venen acompanyats per l'abandonament de la vida nòmada i la construcció de grans poblats com el de la Draga (Banyoles), on s'han recuperat gran quantitat d'estris i d'objectes realitzats en matèria orgànica. Per primera vegada es fabriquen estris en pedra polida, ceràmica i teixits. Les formes d'enterrament, que en un inici es caracteritzaven normalment per ser individuals, van evolucionar cap a formes més complexes i més monumentals, com inhumacions múltiples en cova i en megàlits. El megalitisme, un fenomen molt característic de les comarques de Girona i que s'inicia al voltant dels 4 mil anys aC, veurà el seu apogeu amb el bastiment de grans dòlmens durant les primeres etapes de la metal·lúrgia: el Calcolític.[5]
- Edat dels metalls: Amb la introducció de la metal·lúrgia s'inicia l'Edat del metalls. El Calcolític (2300-1800 aC) comença amb la descoberta del coure, etapa que no suposa grans canvis, ja que es manté l'economia anterior, l'ocupació de cavitats naturals, la reutilització de megàlits, així com la inhumació col·lectiva. Es coneix alguna pràctica metal·lúrgica a la Bauma del Serrat del Pont (Garrotxa). D'aquest moment cal destacar l'alabarda de coure trobada a Girona. L'edat del bronze (1800-1200 aC) s'inicia amb l'aliatge de coure i estany, una etapa mal coneguda. L'obtenció del bronze no significa cap canvi espectacular. Es manté l'ús de les coves, per viure i per a enterraments, augmenta la inhumació individual, i en general, destaca poca activitat metal·lúrgica. El bronze final (1.200-700 aC) suposa un moment de canvis. Apareix el ritual funerari de la incineració. S'intensifica la metal·lúrgia amb l'ús i l'expansió del bronze, les pràctiques agrícoles i ramaderes, així com l'augment dels vilatges. Al final de l'etapa apareix la siderúrgia del ferro, un dels avenços tecnològics més importants de la prehistòria. A Catalunya els ferros més antics són pels volts del 700-650 aC, i una mica més endavant apareixen les primeres armes, de les quals en destaca l'espasa d'empunyadura d'antenes de Camallera.[6]
- Les colonitzacions: Durant el segle vii aC diversos pobles mediterranis, fenicis i púnics, grecs i etruscs, entren en contacte amb les poblacions de la zona costanera de la península Ibèrica i hi estableixen relacions comercials, basades en l'intercanvi de productes manufacturats per matèries primeres. Els fenicis estableixen colònies a Andalusia, almenys del segle viii aC ençà; els púnics funden Ibosim a mitjan segle vii aC; a la costa nord peninsular, a l'Empordà, els grecs foceus fundaran la colònia d'Empòrion a començament del segle vi aC i la de Rodes a començament del segle iv aC, en el territori de la tribu dels indigets. De les relacions amb els etruscs, que degueren ésser esporàdiques, només en resten materials arqueològics. Durant l'època ibèrica, Empòrion serà el port des del qual es realitzarà el comerç de la zona catalana amb el Mediterrani.[7]
- Ibers: A partir del segle vi aC, les poblacions indígenes de l'edat del bronze de la banda mediterrània de la península, inicien un llarg procés evolutiu que portarà a la formació de la cultura ibèrica. Encara que amb diferències regionals, la cultura ibèrica presenta uns trets característics comuns a tot el territori: generalització de la construcció amb materials durs (pedra, tovot), aparició d'un urbanisme incipient i d'un nou tipus d'hàbitat fortificat en altura, l'oppidum; adopció del torn de terrisser, ampli desenvolupament de la metal·lúrgia del ferro o creació d'un sistema autòcton d'escriptura. La societat s'estructura en classes, amb una àmplia base de pagesos i pastors, un important artesanat i una classe dominant, que deté el poder i la propietat de la terra. L'economia es basa sobretot en l'agricultura de secà, i a Catalunya un bon testimoni d'aquesta activitat en són els nombrosos camps de sitges que s'utilitzaven per a emmagatzemar el gra. Una altra activitat important complementària és la ramaderia. El contacte amb els pobles colonials va tenir importants repercussions en les formes d'organització de la societat, en l'economia i en les creences. Els jaciments indígenes més destacats d'aquest període que es troben representats al museu són els d'Ullastret, Mas Castellar de Pontós, Castell de la Fosca de Palamós, Sant Julià de Ramis o la Creueta. També hi trobem un conjunt d'àmfores i grans recipients. En aquesta sala podem contemplar l'ara de marbre del jaciment ibèric de Mas Castellar. Aquesta és una troballa excepcional dins un context ibèric. Es tracta d'un altar monolític en forma de columna coronada per un capitell jònic. En el món grec, aquesta peça està relacionada amb els santuaris o llocs de culte.[8]
- Romanització: El pas del món ibèric al món romà es produeix a conseqüència de la romanització de les terres gironines a partir del 218 aC, amb el desembarcament dels primers romans a Empúries. Les noves ciutats i les vil·les agrícoles són la base de l'ocupació del territori. Les ciutats són seus del nou poder i les vil·les, amb la seva part rústica i urbana, exploten el camp on el vi, l'oli i els cereals són els principals productes conreats. Els nous gustos d'una societat plenament romanitzada es reflecteixen en els diferents objectes exposats, alguns de caràcter personal i d'altres delicats com les nines de terracota. Els amulets i la representació de déus i mites ens apropen a una nova religiositat que afecta costums tan bàsics com el ritual funerari. L'expansió de les rutes comercials porten noves modes en les vaixelles i en els estris personals, i apareixen nous materials com el vidre bufat. L'expansió del cristianisme en el Baix Imperi transformarà una societat que mantindrà la seva base econòmica, administrativa i judicial fins i tot en època visigòtica, però que ja presenta una mentalitat i uns costums diferents, especialment a partir del moment que les ciutats es converteixin en seus episcopals i la religió cristiana impregni tots els aspectes de la vida quotidiana.[9]